# Timothy Reuter

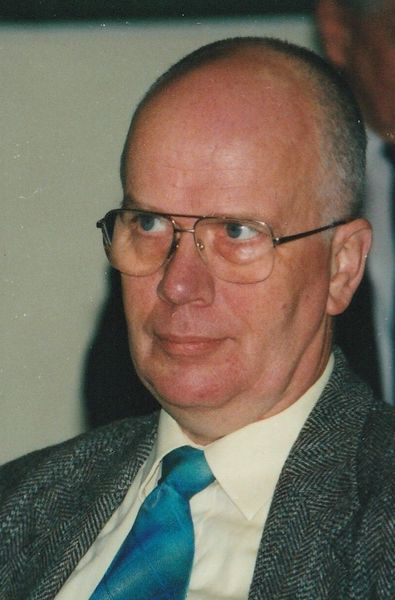
Timothy Reuter, aufgenommen 1999 von Werner Maleczek

Timothy Alan Reuter (* 25. Januar 1947 in Manchester; † 14. Oktober 2002 in Southampton) war ein deutsch-britischer Historiker für mittelalterliche Geschichte.

Timothy Reuter hatte eine englische Mutter und einen deutschen Vater. Er war der Enkel des Berliner Bürgermeisters Ernst Reuter. Nach dem Schulbesuch in Newcastle ging er für die Jahre 1965 bis 1968 nach Cambridge und anschließend nach Oxford, wo er mittelalterliche Geschichte bei Karl Leyser studierte. Von Leyser wurde er 1975 über das alexandrinische Schisma (The Papal Schism, the Empire and the West, 1159–1169) promoviert.
Nach einem Jahrzehnt Lehrtätigkeit an der University of Exeter war er von 1981 bis 1994 Mitarbeiter bei den Monumenta Germaniae Historica (MGH) in München, wobei er sich unter anderem mit der computerunterstützten Editionstechnik beschäftigte und gemeinsam mit Gabriel Silagi eine Konkordanz des Decretum Gratiani erstellte. Bei den MGH war er für eine Edition des Briefbuchs des Abtes Wibald von Stablo zuständig und steuerte zahlreiche Besprechungen für die Fachzeitschrift der MGH, das Deutsche Archiv für Erforschung des Mittelalters, bei. Im Jahr 1994 wurde er zum ordentlichen Professor an der Universität Southampton ernannt. Einen Ruf auf einen Lehrstuhl für mittelalterliche Geschichte nach München lehnte er 2000 ab. Die ihm 2002 angetragene research professorship der British Academy zur Erforschung bischöflicher Diözesanverwaltung im mittelalterlichen England konnte er aufgrund seiner Krankheit nicht mehr antreten. Der Vater dreier Kinder starb 2002 an einem Gehirntumor.
Die Universität Southampton richtet seit 2004 jährlich die dem Gedächtnis Reuters verpflichteten Reuter Lectures aus (bisherige lecturer unter anderem Chris Wickham, Jinty Nelson oder Patrick J. Geary), deren Vorträge in der Schriftenreihe des Centre for Medieval and Renaissance Culture veröffentlicht werden.
Reuter wurde unter anderem dadurch bekannt, dass er die Bedeutung des ottonisch-salischen Reichskirchensystems, die in der Forschung bis dahin weitgehend Konsens gewesen war, in einem Aufsatz 1982 grundlegend hinterfragte. Er charakterisierte die Zeit um die erste Jahrtausendwende als „ein Europa der Bischöfe“, das er in Mitteleuropa nicht zuletzt in einem „funktionierenden und ziemlich lückenlosen Bistumsnetz“ manifestiert sah. Reuter betonte, dass bischöfliches Handeln im Hochmittelalter vor allem auf die jeweilige Diözese zu verstehen sei und nicht auf das König- oder Papsttum. Kritisch mit Reuters Sichtweise setzte sich eine Tagung in Göttingen im Jahr 2020 auseinander.

## Schriften (Auswahl)
Monografien
- The Medieval Nobility. Studies on the Ruling Classes of France and Germany from the 6th to the 12th Century. North-Holland Publishing Company, Amsterdam 1979, ISBN 0-444-85136-4.
- Germany in the Early Middle Ages c. 800–1056. Longman, London 1991, ISBN 0-582-49034-0.

Aufsatzsammlung
- Medieval Polities and Modern Mentalities. Herausgegeben von Janet L. Nelson. Cambridge University Press, Cambridge 2006, ISBN 978-0-521-82074-5 (postum publizierte Aufsätze Reuters).

Herausgeberschaften
- The Annals of Fulda (= Ninth-century histories. Bd. 2). Manchester University Press, Manchester 1992, ISBN 0-7190-3458-2.
- The New Cambridge Medieval History. Bd. 3, Cambridge 2000.
- Alfred the Great. Papers from the eleventh-centenary conferences (= Studies in early medieval Britain. Bd. 3). Ashgate, Aldershot u. a. 2003, ISBN 0-7546-0957-X.